# Nikolina Štereva
Nikolina Pavlova Štereva (in bulgaro Николина Павлова Щерева?; 21 gennaio 1955) è un'ex mezzofondista bulgara.

## Palmarès

### Olimpiadi
- 1 medaglia:
  - 1 argento (Montréal 1976 negli 800 m piani)

### Europei indoor
- 3 medaglie:
  - 2 ori (Monaco di Baviera 1976 negli 800 m piani; Vienna 1979 negli 800 m piani)
  - 1 bronzo (Grenoble 1981 negli 800 m piani)